# Ениджевардарско клане
Ениджевардарското клане (на гръцки: Σφαγή των Γιαννιτσών) е избиването на най-малко 103 жители на град Енидже Вардар, Централна Македония, Гърция, от гръцки колаборационисти на 14 септември 1944 година, по време на германската окупация на Гърция.
Клането е извършено от Батальоните за сигурност на Георгиос Пулос и паравоенната команда на Фридрих Шуберт на мястото на 1-во основно училище в града. Сред избитите са и кметът Томас Мангриотис и членове на Българския червен кръст и на Централния българомакедонски комитет.